# Ederranus sachalinensis
Ederranus sachalinensis är en insektsart som först beskrevs av Matsumura 1911.  Ederranus sachalinensis ingår i släktet Ederranus, och familjen dvärgstritar. Enligt den finländska rödlistan är arten nationellt utdöd i Finland. Arten har ej påträffats i Sverige. Artens livsmiljö är åsmoskogar.